# Jan Jankowski (aktor)
Jan Jankowski (ur. 2 czerwca 1961 w Zduńskiej Woli) – polski aktor teatralny, filmowy i telewizyjny, reżyser.

## Życiorys
Studiował na wrocławskim Wydziale Aktorskim krakowskiej Państwowej Wyższej Szkoły Teatralnej im. Ludwika Solskiego, którą ukończył w 1984. Za rolę Władzia w sztuce Witolda Gombrowicza Ślub otrzymał nagrodę na II Ogólnopolskim Przeglądzie Spektakli Dyplomowych Szkół Teatralnych w Łodzi. Występował w teatrach: Polskim we Wrocławiu (1982–1988), Teatrze im. Wojciecha Bogusławskiego w Kaliszu (1991–1992), Powszechnym w Łodzi (1992–1993), Polskim w Bydgoszczy (1993–1994), Centrum Kultury Teatr w Grudziądzu (1998), Polskim w Bielsku-Białej (2000–2001) oraz warszawskich: Rozmaitości (1984–1987), „Scena Prezentacje” (1995–1997), na Woli im. Tadeusza Łomnickiego (1996–1998), Studio Buffo (1996–1997), Komedia (2000–2007), Wielkim-Operze Narodowej (2000–2001), Dramatycznym (2005) i Syrena (2005–2007).
Zadebiutował na dużym ekranie drugoplanową rolą w filmie muzycznym Pawła Karpińskiego To tylko rock (1983) jako Janek, lider i gitarzysta rockowy zespołu „Krzyk”, który odnosi sukces na festiwalu w Jarocinie. Po debiucie zagrał w dramacie Andrzeja Barańskiego Kobieta z prowincji (1984) jako Heniuś, syn Andzi (Ewa Dałkowska), serialu Trzy młyny (1984) i filmie kostiumowo-poetyckim Wojciecha Hasa Osobisty pamiętnik grzesznika przez niego samego spisany (1985) w roli młodziutkiego hulaki. Większość kreowanych przez niego w tamtym czasie postaci uosabia chłopięcy, nieco infantylny, idealizm lub niedojrzałość. Za rolę uczciwego, rozsądnego i pełnego dobrej woli porucznika Andrzeja Kmity, pragnącego poznać świat i rządzące nim reguły, który pobiera gorzką lekcję historii w dramacie wojennym Wojciecha Wójcika Sam pośród swoich (1985) został uhonorowany nagrodą za pierwszoplanową rolę męską na 10. Festiwalu Polskich Filmów Fabularnych w Gdańsku i Nagrodą im. Zbyszka Cybulskiego przyznawaną przez tygodnik „Ekran”. W bajkowo-komiksowym obrazie Opowieść Harleya (1987) wcielił się w postać zakochanego motocyklisty, w serialu Mistrz i Małgorzata (1988) na podstawie powieści Michaiła Bułhakowa w reżyserii Macieja Wojtyszki wystąpił jako nadwrażliwy poeta Bezdomny, w dramacie Krzysztofa Kieślowskiego Dekalog IX (1988) zagrał postać niedoświadczonego kochanka Hanki (Ewa Błaszczyk).
W latach 90. i później pojawiał się niemal wyłącznie w serialach telewizyjnych. Popularność zdobył dzięki roli Pawła Hanisza w pierwszej polskiej telenoweli W labiryncie. Zagrał także, m.in. w Radiu Romans, Złotopolskich, Czułości i kłamstwach, Samym Życiu, M jak miłość i Pensjonacie pod Różą. Od 2008 wciela się w postać Grzegorza w serialu obyczajowym Pierwsza miłość. Od 2011 grał również wiele postaci epizodycznych w sitcomie Świat według Kiepskich.
Był mężem aktorki Małgorzaty Biniek, z którą ma dwóch synów - Marcina i Michała.

## Nagrody
- 1985 – 10. Festiwal Polskich Filmów Fabularnych w Gdańsku: Nagroda za pierwszoplanową rolę męską w filmie Sam pośród swoich
- 1986 – Nagroda im. Zbyszka Cybulskiego przyznawana przez tygodnik „Ekran” dla najlepszego młodego aktora za rolę w filmie Sam pośród swoich.

## Filmografia
- 1982: To tylko rock jako Janek, lider zespołu Krzyk
- 1984: Trzy młyny jako Julian Zdanowski (odc. 1)
- 1984: Kobieta z prowincji jako Heniuś, syn Andzi
- 1985: Sceny dziecięce z życia prowincji jako Krzysztof, syn państwa R.
- 1985: Sam pośród swoich jako porucznik Andrzej Kmita
- 1985: Rośliny trujące jako Stefan, brat Adama
- 1985: Republika ostrowska jako Florian Krogulecki
- 1985: Osobisty pamiętnik grzesznika przez niego samego spisany jako Gustaw, przyrodni brat Roberta
- 1985: Zielone kasztany jako Andrzej Zawistowski
- 1985: Podróże pana Kleksa jako pirat
- 1985: Głód jako oficer niemiecki
- 1986: Prywatne śledztwo jako oficer śledczy
- 1986: Komediantka jako Wicek
- 1986: Republika nadziei jako Florian Krogulecki
- 1986: Biała wizytówka jako ranny Anglik (odc. 2)
- 1987: Komediantka jako Wicek
- 1987: Trójkąt bermudzki jako Piotr, narzeczony Moniki
- 1987: Opowieść Harleya jako Janek
- 1987: Zero życia jako „Słoń”
- 1987: Pusta klatka jako Darek Morecki
- 1988–1990: W labiryncie jako Paweł Hanisz
- 1988: Mistrz i Małgorzata jako Iwan Nikołajewicz Ponyriow – Bezdomny (odc. 1, 2 i 4)
- 1988: Pan Kleks w kosmosie jako kapitan Max Benson, ojciec Groszka
- 1988: Dekalog IX jako Mariusz Zawadzki, kochanek Hanki
- 1989: Bal na dworcu w Koluszkach jako „reżyser”
- 1990: Pogrzeb kartofla jako Jurek Szewczyk, syn Mateusza
- 1990: Mów mi Rockefeller jako szef sprzedawców prasy w restauracji
- 1990: Rozmowy o miłości jako Michał, partner Anny
- 1990: Femina jako kaleka w domu Gabrieli
- 1990: Urodziny Kaja jako żołnierz rosyjski
- 1991: Obywatel świata jako Franek
- 1992: Wiatr ze wschodu jako Jurij Nikolskoj
- 1993: Czterdziestolatek. 20 lat później jako Trzoska (odc. 6)
- 1994–1995: Radio Romans jako dziennikarz Piotr Dyląg
- 1995: Awantura o Basię jako aktor Szot
- 1995: Nic śmiesznego jako mąż Małgosi
- 1996: Awantura o Basię jako aktor Szot
- 1996: Tajemnica Sagali jako Tomek Burski
- 1997–2000: Złotopolscy jako Max Grubba
- 1997: Prostytutki jako „Car Kawioru”
- 1997: Wojenna narzeczona jako Sven, szwedzki marynarz
- 1999: Trzy szalone zera jako sprawozdawca TV
- 1999: Całe zdanie nieboszczyka jako „Niebieskooki”, agent Interpolu
- 1999: Policjanci jako „Lewus”, człowiek Navrotha (odc. 1, 5-7)
- 1999–2000: Czułość i kłamstwa jako Leszek, kolega Rafała
- 1999: Lot 001 jako pierwszy oficer
- 2000: Na dobre i na złe jako Piotr, kochanek Grażyny (odc. 12)
- 2000: To my jako porucznik
- 2001: Marszałek Piłsudski jako Tadeusz Kasprzycki, dowódca kompanii kadrowej (odc. 3 i 7)
- 2002: Dwie miłości jako Piotr Warmiński
- 2002: As jako Rafał, przyjaciel Serafina
- 2002: Samo życie jako detektyw Ludwik „Zyga” Korn
- 2003: Daleko od noszy jako właściciel firmy „Pretekst Poland” (odc. 4)
- 2003: Sąsiedzi jako Robert Gruszka (odc. 28)
- 2004–2006: Pensjonat pod Różą jako barman Konstanty Maria Kawka
- 2004–2008: M jak miłość jako Robert Zakrzewski, mąż Reni
- 2004: Kryminalni jako Gabriel Pasik, syn jubilera (odc. 4)
- 2006–2010: My baby jako Antoni
- 2007: Fala zbrodni jako Alfred Sielski „Fredo”, fałszerz dokumentów (odc. 83, 84, 87, 88, 91, 92)
- 2007: Determinator jako Rysiek Gawrysiak
- 2008−2010: Ojciec Mateusz jako Włodek (odc. 11); Włodek Wielicki (odc. 42)
- 2009–2019: Pierwsza miłość jako Grzegorz Król
- 2010: Na Wspólnej jako Mieczysław Burzyński
- 2011–2019: Świat według Kiepskich jako:
  - myśliwy Walter Chesterfield, aktor w dżungli (odc. 372),
  - Andreas (odc. 388),
  - Tomasz Lis (odc. 393),
  - prezenter pogody (odc. 396)
  - hrabia (odc. 419),
  - aktor (odc. 437),
  - Richard, aktor w Jaskini Łez (odc. 452),
  - pułkownik Dulęba (odc. 460),
  - profesor doktor Tadeusz Przecier (odc. 474),
  - doktor Kirsztajn (odc. 484),
  - policjant (odc. 490),
  - Stefan Niesiołowski (odc. 498),
  - pracownik korporacji (odc. 503),
  - młody Ferdynand Kiepski (odc. 504, 509, 511),
  - kelner (odc. 507),
  - James, aktor, któremu rosyjska agentka odstrzeliła penisa (odc. 508),
  - naczelnik (odc. 525)
- 2011: Hotel 52 jako Krzysztof Wygoda (odc. 33)
- 2011: Czas honoru jako obersturmbannfuhrer Stock
- 2012: Prawo Agaty jako mecenas Robert Żarski (odc. 11)
- 2012: Reguły gry jako Grzegorz Góralczyk
- 2013: Komisarz Alex jako Zbigniew Małek (odc. 48)
- 2015: Powiedz tak! jako Krzysztof Brzozowski, ojciec Wiktora (odc. 6, 7, 12)
- 2016: Bodo jako mecenas Gross (odc. 1, 2, 5)
- 2016: Wmiksowani.pl jako Stefan
- 2016: Druga szansa jako Chełmecki
- 2017: Blondynka jako Marcin, menadżer Rychterowej
- 2018: Ułaskawienie jako Jakub Szewczyk
- 2019−2020: W rytmie serca jako Wiktor, ojciec Julii
- 2019: Lepsza połowa jako Michał (odc. 4, 11)
- 2020: Archiwista jako Władysław Wojtkowiak (odc. 4)
- 2021: Na dobre i na złe jako ksiądz Andrzej (odc. 801)
- 2021: Skazana jako Bednarek, prawnik Pawła
- 2024: Korona królów. Jagiellonowie jako Jan z Czyżowa
- 2024- 2025: Królowie jako Jan z Czyżowa